# Richard Carapaz
Carapaz  Montenegro est un nom espagnol. Le premier nom de famille, en général paternel, est Carapaz ; le second, en général maternel, souvent omis, est Montenegro.
Richard Antonio Carapaz Montenegro (/ka.ˈɾa.pas/), né le 29 mai 1993 à El Carmelo (es), dans la province de Carchi en Équateur, est un coureur cycliste.
En juillet 2021, il devient champion olympique sur route aux Jeux olympiques de Tokyo. Spécialiste des courses par étapes, il remporte le Tour d'Italie 2019, une première pour un coureur équatorien. Également deuxième du Tour d'Italie 2022, il a terminé sur le podium des trois grands tours, avec sa deuxième place sur le Tour d'Espagne 2020 et sa troisième place sur le Tour de France 2021. Il termine meilleur grimpeur du Tour d'Espagne 2022 et du Tour de France 2024. Il est aussi lauréat du Tour de Suisse 2021 et d'un total de huit étapes de grands tours (quatre sur le Tour d'Italie, une sur le Tour de France et trois sur le Tour d'Espagne).
Avec son palmarès, il est considéré comme l'un des plus grands sportifs de l'histoire de son pays.

## Biographie

### Jeunesse et carrière amateur

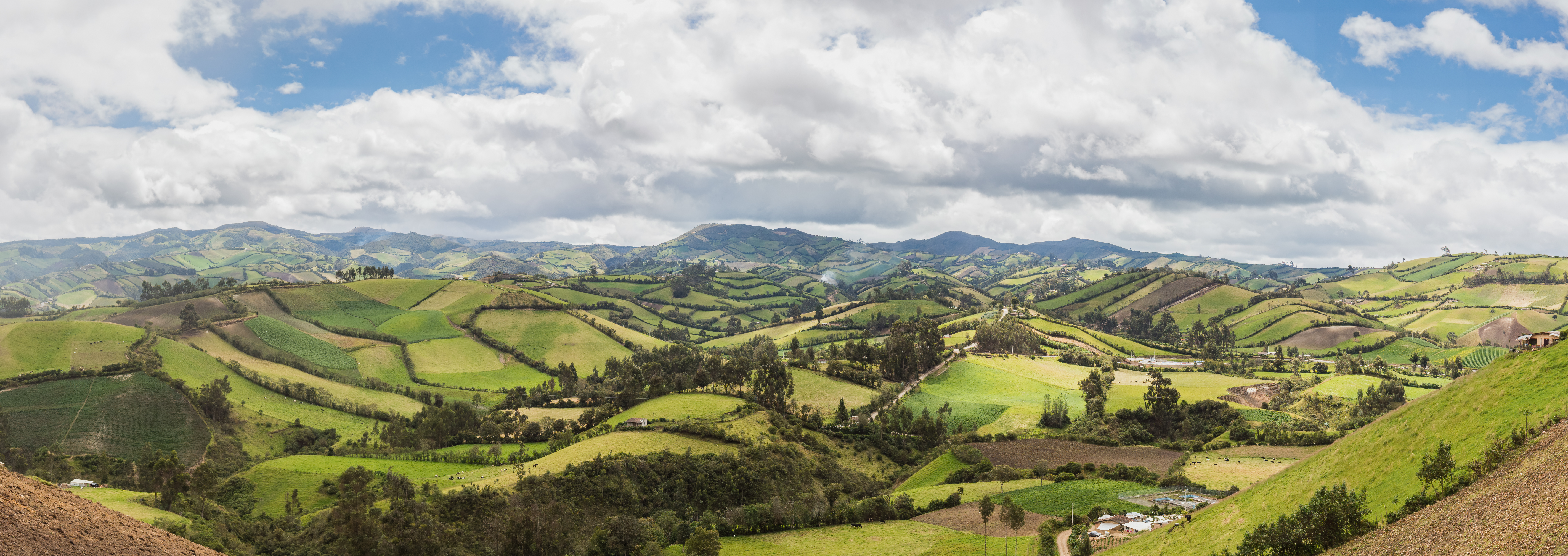
Vue du paysage de Julio Andrade, province de Carchi.

Richard Carapaz est né à La Playa, paroisse d'El Carmelo, dans le canton de Tulcán. Il est fils d'un transporteur, éleveur de vaches et de poules de la paroisse de Julio Andrade (es).
À cinq ans, il monte sur son premier vélo, que son père aurait trouvé dans une décharge. Il commence le cyclisme en compétition à l'âge de quinze ans au sein de l'équipe Panavial-Coraje Carchense, après être tombé amoureux du Tour d'Italie, à travers les exploits de son idole Marco Pantani.
En 2013, il rejoint RPM Ecuador, une des rares équipes de son pays. En avril, il prend part au Tour du Guatemala, il termine deuxième de la 5e étape, battu au sprint par le futur vainqueur de l'épreuve, Óscar Sánchez. Il finit neuvième et meilleur jeune de cette course. Une semaine plus tard, il est sélectionné pour représenter son pays aux championnats panaméricains espoirs. Une attaque, dès le premier tour, du Brésilien Murilo Affonso décide, finalement, de l'issue de l'épreuve. Il emmène, avec lui, huit coureurs qui vont faire la course en tête, une bonne partie de l'après-midi. Sous l'effet de l'altitude et des efforts imposés par le parcours, le groupe va perdre des éléments et un trio va se détacher, composé de Carapaz, Bolívar et Affonso. Peu après, le Brésilien cède. Puis Carapaz se débarrasse du Colombien, épuisé, pour aller conquérir le titre, devant le duo colombien composé d'Isaac Bolívar et de Félix Barón. Les écarts sont importants puisque le trio se disputant la médaille de bronze termine à dix minutes de l'Équatorien. En juin, lors du Tour des Pays de Savoie, il achève dans les cinq premiers les trois premières arrivées d'étape. Il se retrouve, ainsi, troisième au matin du dernier jour. Même s'il termine finalement neuvième de cette course, il fait forte impression. De nombreux observateurs le considèrent comme le plus grand espoir équatorien de ces vingt dernières années.
En 2015, il déménage en Colombie, où il court pour l'équipe colombienne Strongman-Campagnolo-Wilier. Il séjourne chez l'ancien professionnel Rafael Acevedo, également beau-père de Miguel Ángel López. Carapaz devient le premier étranger à remporter le Tour de Colombie espoirs et gagne également une étape du Clásico RCN.
Ses performances sportives attirent l'attention des équipes européennes et fin mars 2016, il signe avec la formation Lizarte, club de l'Élite amateure espagnole. Moins de quinze jours plus tard, il se distingue en terminant deuxième du Memorial Valenciaga, épreuve de la coupe d'Espagne de cyclisme. Fin avril, il gagne pour la première fois sous les couleurs roses du club navarrais. Il s'impose en solitaire dans la Lazkaoko Proba, épreuve du « Torneo Euskaldun 2016 ». En mai, il remporte une étape et le classement final du Tour de Navarre. Ses bons résultats sur les compétitions du calendrier amateur basque et navarrais lui valent, à compter d'août 2016, un contrat en tant que stagiaire au sein de l'équipe World Tour Movistar. Il participe à plusieurs épreuves sur le circuit européen, en France et en Italie.

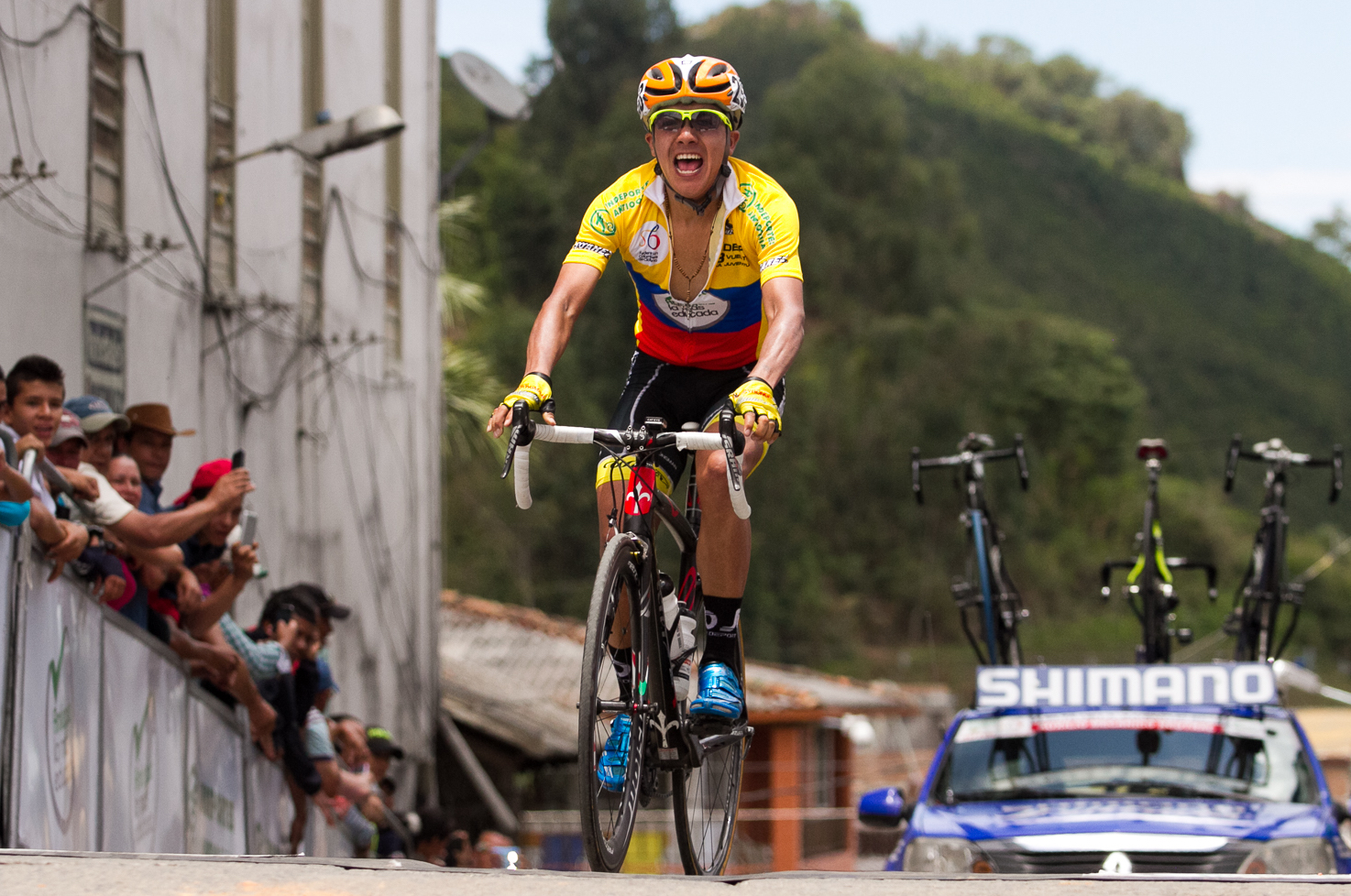
Richard Carapaz à l'arrivée de la quatrième étape du Tour de Colombie espoirs.

### 2017-2019: carrière chez Movistar

#### 2017: débuts professionnels
Confirmé par Movistar, il franchit officiellement le cap du professionnalisme au début de 2017. Pour sa première saison chez les professionnels, il se classe deuxième du Grand Prix de l'industrie et de l'artisanat de Larciano (battu par Adam Yates), troisième du Tour de Castille-et-León (après le déclassement pour dopage de Jaime Rosón) et deuxième et meilleur jeune de la Route du Sud. En fin d'année, il participe au Tour d'Espagne, son premier grand tour, où il se classe 36e. Il devient également le premier cycliste équatorien à courir la Vuelta, où il participe à une longue échappée dans une étape de montagne. En novembre, il est exclu de l'équipe cycliste équatorienne lors des Jeux bolivariens pour s'être saoulé le jour de l'ouverture des Jeux, en plus d'avoir commis diverses infractions disciplinaires liées à l'alcool. Après l'événement, les trois cyclistes impliqués ont publiquement présenté leurs excuses.

#### 2018: victoire d'étape sur le Giro
En 2018, après avoir terminé troisième de la Semaine internationale Coppi et Bartali, il remporte une étape et le général du Tour des Asturies, ses premières victoires chez les professionnels. En mai, il participe à son premier Tour d'Italie. Après la sixième étape au sommet de l'Etna, il prend le maillot blanc de meilleur jeune. Le surlendemain, il remporte la huitième étape à Montevergine en attaquant à moins de deux kilomètres de l'arrivée. C'est lors de cette attaque qu'il est spontanément surnommé « la Locomotora de Carchi » par le commentateur sportif argentin Mario Sabato (es), de la chaîne de télévision américaine ESPN.
Il est alors le premier Équatorien à gagner une étape sur un grand tour. Il termine à la quatrième place au classement général, deuxième du classement des jeunes derrière Miguel Ángel López. Après le Giro, il participe sans résultats significatifs au Tour d'Espagne et aux championnats du monde à Innsbruck.

#### 2019: victoire sur le Giro

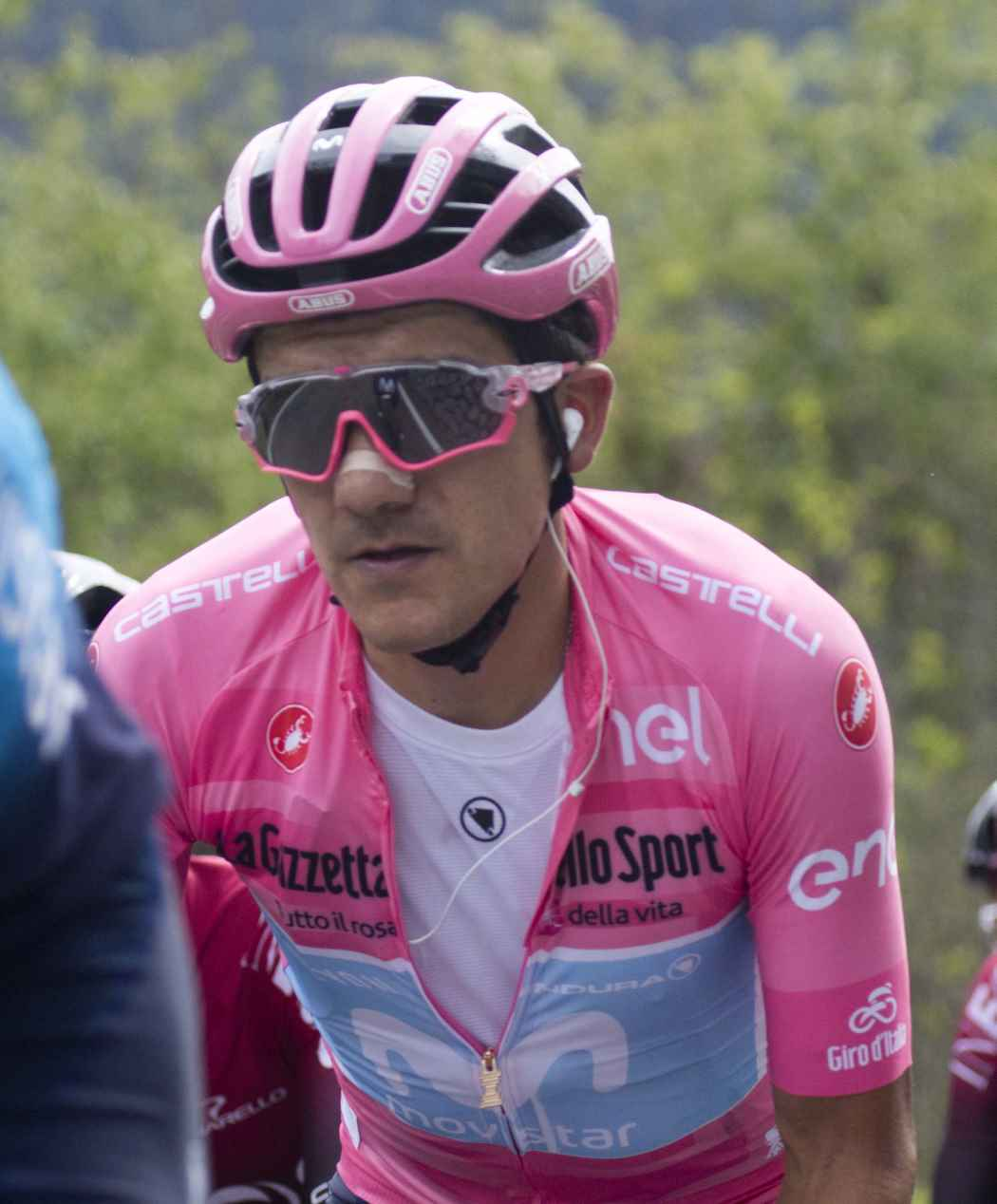
Carapaz portant le maillot rose sur le Tour d'Italie 2019.

En 2019, après avoir débuté la saison en Amérique du Sud, il remporte une nouvelle fois une étape et le général du Tour des Asturies. Il participe ensuite au Tour d'Italie en tant que co-leader de l'équipe avec Mikel Landa, mais il n'est pas considéré comme l'un des favoris du podium final,,. Carapaz démontre une bonne forme sur la course, où il remporte deux étapes, la quatrième à Frascati et la quatorzième à Courmayeur. Dans cette dernière, il profite du marquage entre Primož Roglič et Vincenzo Nibali pour prendre le maillot rose. Il le conserve jusqu'à l'arrivée finale à Vérone. Il devance sur le podium Vincenzo Nibali et Primož Roglič. Il devient le premier Équatorien à remporter un grand Tour. Cette victoire fait de lui un « héros » en Équateur. 5 000 spectateurs se sont réunis à l'Estadio Olímpico Atahualpa de Quito pour une retransmission publique de la dernière étape. La victoire de Carapaz au Giro est l'une des plus importantes de l'histoire sportive du pays, aux côtés de la consécration d'Andrés Gómez aux Internationaux de France de tennis 1990, de l'or olympique sur 20 km marche de Jefferson Pérez en 1996 et du succès de LDU Quito lors de la Copa Libertadores 2008. Dans la foulée, le président Lenín Moreno annonce qu'il supprime les taxes sur l'importation de vélos professionnels. Carapaz fait son retour à la compétition en août en terminant troisième du Tour de Burgos. Annoncé comme l'un des favoris du Tour d'Espagne, il déclare forfait quelques jours avant le départ en raison d'une chute survenue lors d'un critérium aux Pays-Bas.

### 2020-2022: Ineos Grenadiers

#### 2020: deuxième de la Vuelta
Le 2 septembre 2019, l'équipe  Ineos officialise sa signature pour les trois prochaines saisons à partir de 2020. Après des débuts en février sur le Tour Colombia, la saison est arrêtée en raison de la pandémie de Covid-19. Pour la reprise des courses en juillet, il se classe sixième du Tour de Burgos et remporte la troisième étape du Tour de Pologne et s'empare du maillot de leader. Il perd le lendemain sa place de leader face à Remco Evenepoel, auteur d'une échappée en solitaire où il relègue tous ses poursuivants à près de deux minutes, puis abandonne finalement la course en raison d'une chute. Une semaine plus tard, il est treizième du Tour de Lombardie, puis est finalement aligné sur le Tour de France à la place du Giro, en raison de la méforme de Christopher Froome et Geraint Thomas. Pour sa première participation au Tour, il est équipier d'Egan Bernal, mais celui-ci abandonne l'épreuve en raison de douleurs au dos. Lors de la 18e étape, il laisse la victoire à son coéquipier Michal Kwiatkowski. Carapaz qui se classe finalement 13e du général, porte le maillot à pois du meilleur grimpeur pendant deux jours, avant de le perdre la veille de l'arrivée, devancé par le vainqueur du Tour Tadej Pogačar. Après une 22e place aux mondiaux, il est désigné leader de sa formation pour le Tour d'Espagne, où il livre un duel avec le tenant du titre Primož Roglič. Deuxième de la première étape derrière Roglič, il récupère le maillot rouge cinq jours plus tard. Les deux rivaux alternent ainsi le port de ce maillot plusieurs fois. Lors de la 17e et avant-dernière étape, il est sur le point de reprendre le maillot rouge à Roglič, mais celui-ci parvient avec l'aide de deux coureurs de Movistar à garder ce maillot pour 24 secondes, laissant Carapaz à la deuxième place du général à l'issue de la course. Carapaz termine l'année onzième du classement mondial et il est élu athlète équatorien de l'année.

#### 2021: champion olympique à Tokyo et  troisième du Tour de France
Après des débuts discrets sur deux courses par étapes en Espagne, il obtient son premier résultat en se classant neuvième de la Flèche wallonne. Le 25 avril, sur Liège-Bastogne-Liège, Carapaz est un moment en tête de la course avant de se faire reprendre par les favoris lors de la dernière montée répertoriée, la côte de la Roche-aux-faucons. Après la course, il est disqualifié pour avoir utilisé une position interdite en course. Il reçoit en outre une amende et une pénalité de 25 points au classement UCI. En juin, il participe au Tour de Suisse, dont il gagne la 5e étape : il endosse alors le maillot jaune et remporte finalement la course, devant Rigoberto Urán et Jakob Fuglsang.
Il prend part au Tour de France au sein du forte équipe Ineos Grenadiers composée également de Geraint Thomas, Richie Porte et Tao Geoghegan Hart. Les trois autres favoris étant victime de chutes, Carapaz devient leader unique de l'équipe. Il se montre offensif durant la dernière semaine et termine finalement troisième du général derrière le Slovène Tadej Pogačar et le Danois Jonas Vingegaard. Il devient le premier Équatorien à monter sur le podium du Tour. Il est ainsi monté sur le podium de chacun des trois grands tours.
Le 24 juillet, il participe à la course en ligne des Jeux olympiques de Tokyo, où il s'échappe à vingt-six kilomètres du but en compagnie de Brandon McNulty. Le duo creuse rapidement l'écart face au groupe de poursuivants qui ne se relaie pas. À six kilomètres de l'arrivée, Carapaz démarre et décramponne son compagnon d'échappée, s'imposant sur le circuit du Mont Fuji avec une belle avance sur ses poursuivants. Le favori Wout van Aert décroche la médaille d'argent au sprint devant Tadej Pogačar à 1 min 7 s du vainqueur. Il donne ainsi à l'Équateur sa deuxième médaille d'or dans l'histoire des Jeux olympiques. Il participe ensuite au Tour d'Espagne, mais, fatigué et souffrant de la chaleur, il abandonne lors de la 14e étape.

#### 2022: deuxième du Giro, vainqueur de trois étapes et meilleur grimpeur de la Vuelta

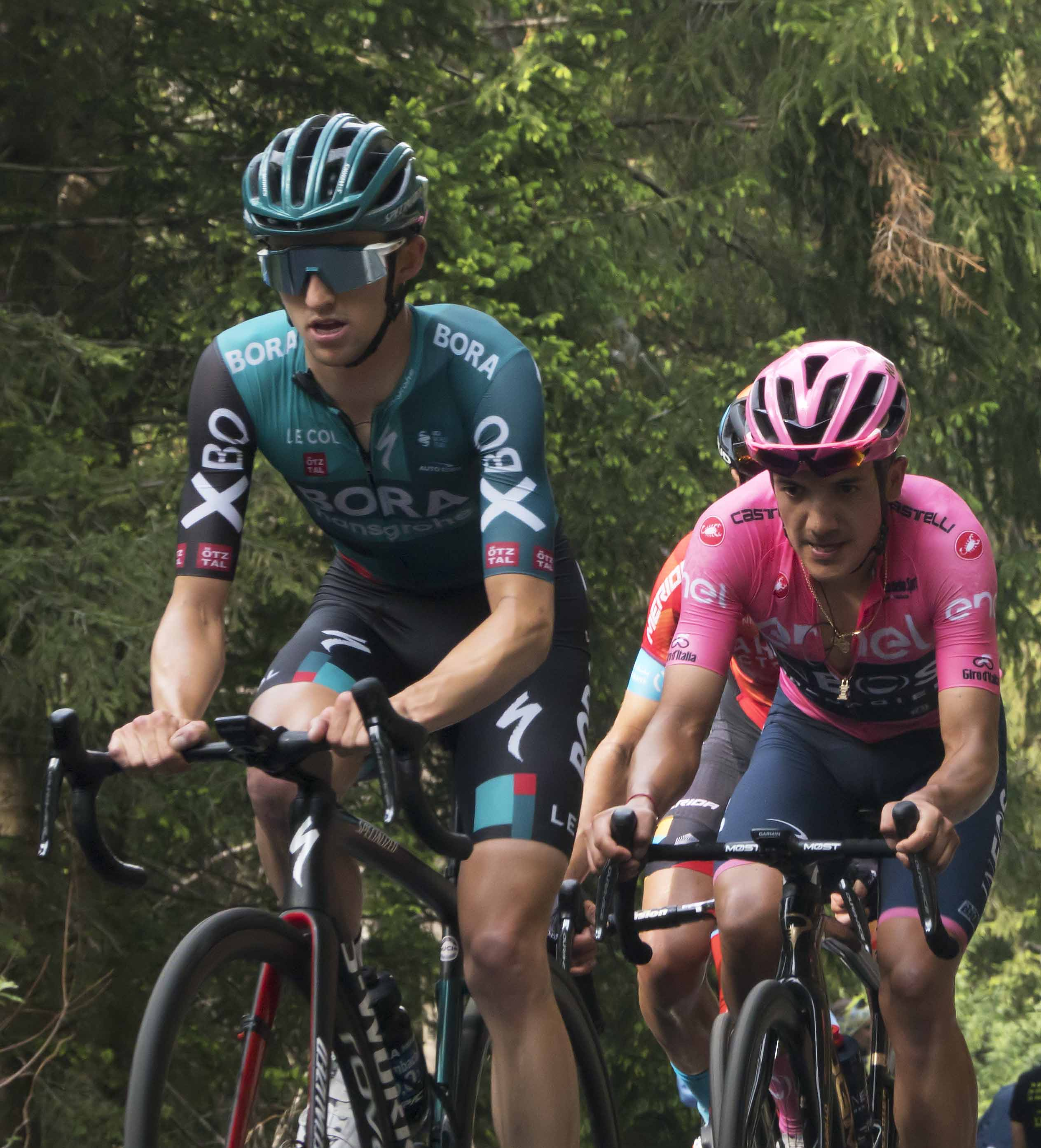
Jai Hindley et Carapaz (en rose) lors du Tour d'Italie 2022.

En 2022, Richard Carapaz annonce viser le Tour d'Italie et le Tour d'Espagne. Il reprend la compétition au début du mois de février lors de l'Étoile de Bessèges-Tour du Gard où il subit une chute lors de la troisième étape. Il enchaîne avec le Tour de La Provence qu'il abandonne avant la deuxième étape à la suite d'un test positif au SARS-CoV-2. De retour au pays, il devient champion d'Équateur du contre-la-montre et se classe deuxième de la course en ligne. En retrait sur les courses italiennes, il remporte la 6e étape du Tour de Catalogne devant Sergio Higuita après une échappée à deux de plus de 130 kilomètres. Le lendemain, il ne parvient pas à reprendre les seize secondes de retard sur Higuita et termine deuxième du classement final.
En mai, il prend le départ du Tour d'Italie en tant que leader de l'équipe Ineos Grenadiers. Régulier pendant les deux premières semaines de la course, il endosse le maillot rose à l'issue de 14e étape, avec sept secondes d'avance sur Jai Hindley. Cependant lors de l'avant-dernière étape, il perd près d'une minute et trente secondes sur les pentes de Marmolada et cède son maillot rose à l'Australien. Carapaz entame le contre-la-montre final à la deuxième place du général avec 1 minute et 25 secondes de retard et ne reprend qu'une poignée de secondes à Hindley qui remporte donc le Giro devant lui.
Après une pause de deux mois, il fait son retour à la compétition lors du Tour de Pologne. À deux jours de la fin, il occupe la sixième place du général, mais perd du temps lors du contre-la-montre et se retrouve finalement classé au delà du top 20. Lors du Tour d'Espagne, il dispute sa dernière course pour la formation Ineos Grenadiers. Il perd rapidement toute ambition au général dès la première explication en montagne, lors de la 6e étape. Il se reconcentre en seconde partie de course sur les victoires d'étapes, ce qui lui réussit puisqu'il s'impose en solitaire lors des 12e, 14e et 20e étapes, à chaque fois à l'issue d'échappée. Il termine treizième du général et remporte le classement de la montagne.

### 2023-: EF Education-EasyPost

#### 2023: champion d'Équateur sur route
En août 2022, EF Education-EasyPost annonce le recrutement de Carapaz avec un contrat s'étendant de 2023 à 2025. Pour son premier jour de course en 2023, il remporte le championnat d'Équateur sur route. Vainqueur également le 30 mai de la Mercan'Tour Classic Alpes-Maritimes, il est chef de file de son équipe pour le Tour de France en tant que prétendant au podium. Il chute dès la première étape. Victime d'une fracture à la rotule gauche, il arrive néanmoins à terminer l'étape mais ne peut repartir le lendemain. Lors de son retour en septembre au Tour de Toscane, il termine deuxième derrière Pavel Sivakov. En fin de saison, il est deuxième des Trois vallées varésines et du contre-la-montre aux Jeux panaméricains.

#### 2024: victoire d'étape et meilleur grimpeur du Tour de France
Au début de la saison 2024, il est à nouveau champion d'Équateur du contre-la-montre et n'est battu que par Jhonatan Narváez dans la course en ligne. Il termine ensuite deuxième du Tour Colombia après avoir remporté l'arrivée en montagne sur l'Alto del Vino, qui se trouve à plus de 2 800 mètres d'altitude. En avril, il remporte une étape du Tour de Romandie, en résistant au retour de Florian Lipowitz. Fin mai, il est annoncé à sa grande déception qu'il n'est pas sélectionné pour les Jeux olympiques de Paris, ce qui le prive de la défense de son titre, la Fédération lui ayant préféré Jhonatan Narváez. Au Tour de France, il endosse le maillot jaune à l'issue de la 3e étape. Il devient ainsi le premier Équatorien à revêtir la prestigieuse tunique et le 25e coureur de l'histoire à avoir porté le maillot de leader dans les trois grands tours. Le lendemain, lâché dans l'ascension du col du Galibier, il cède ce maillot à Tadej Pogačar. Le 17 juillet, il remporte la 17e étape du Tour de France en solitaire à SuperDévoluy et devient le 110e coureur à avoir remporté une étape sur chacun des trois grands tours. Deux jours plus tard, il endosse le maillot à pois de meilleur grimpeur qu'il conserve jusqu'à l'arrivée. Il est aussi élu super-combatif. Aligné en août sur le Tour d'Espagne, il termine quatrième de l'épreuve, à 49 secondes du troisième Enric Mas.

## Vie privée
Il est marié à Tania et le couple a deux enfants. Son épouse, qui tient un commerce de chapeaux à Tulcán, est la fille de Juan Carlos Rosero (es) (1962 - 2013), ancien coureur professionnel en Colombie, puis directeur d'une école de cyclisme, qui a découvert Carapaz.

## Palmarès sur route

### Palmarès amateur
| - 2010 - Champion d'Équateur sur route juniors - 2e du championnat d'Équateur du contre-la-montre juniors - 2011 - 2e du championnat d'Équateur du contre-la-montre juniors - 2013 - Champion panaméricain sur route espoirs - 2e du Tour de l'Équateur - 2014 - 2e du Tour de l'Équateur - 2015 - Tour de Colombie espoirs : - Classement général - 3e et 4e étapes - 2e étape de la Clásica Ciudad de Soacha - 4e étape du Clásico RCN | - 2016 - Lazkaoko Proba - Subida a Urraki - Tour de Navarre : - Classement général - 2e étape - Tour de Riobamba - 2e du Mémorial Aitor Bugallo - 2e du Mémorial Valenciaga - 2e de la Clásica Ciudad de Torredonjimeno - 2e du Mémorial Luis Muñoz - 3e de la Santikutz Klasika |  |

### Palmarès professionnel
| - 2017 - 2e du Grand Prix de l'industrie et de l'artisanat de Larciano - 2e de la Route du Sud - 3e du Tour de Castille-et-León - 2018 - Tour des Asturies : - Classement général - 2e étape - 8e étape du Tour d'Italie - 3e de la Semaine internationale Coppi et Bartali - 4e du Tour d'Italie - 2019 - Tour des Asturies : - Classement général - 2e étape - Tour d'Italie : - Classement général - 4e et 14e étapes - 3e du Tour de Burgos - 2020 - UCI America Tour - 3e étape du Tour de Pologne - 2e du Tour d'Espagne - 2021 - Champion olympique de la course en ligne - Tour de Suisse : - Classement général - 5e étape - 3e du Tour de France - 9e de la Flèche wallonne - 2022 - Champion d'Équateur du contre-la-montre - 6e étape du Tour de Catalogne - Tour d'Espagne : - Classement de la montagne - 12e, 14e et 20e étapes - 2e du championnat d'Équateur sur route - 2e du Tour de Catalogne - 2e du Tour d'Italie | - 2023 - Champion d'Équateur sur route - Mercan'Tour Classic Alpes-Maritimes - Médaillé d'argent du contre-la-montre aux Jeux panaméricains - 2e du Tour de Toscane - 2e des Trois vallées varésines - 8e du Tour de Lombardie - 2024 - Champion d'Équateur du contre-la-montre - 5e étape du Tour Colombia - 4e étape du Tour de Romandie - Tour de France : - Classement du meilleur grimpeur - Prix de la combativité - 17e étape - 2e du championnat d'Équateur sur route - 2e du Tour Colombia - 4e du Tour d'Espagne - 7e du Tour de Romandie - 2025 - 11e étape du Tour d'Italie - 3e du Tour d'Italie - 10e du Tour de Catalogne |  |

### Résultats sur les grands tours

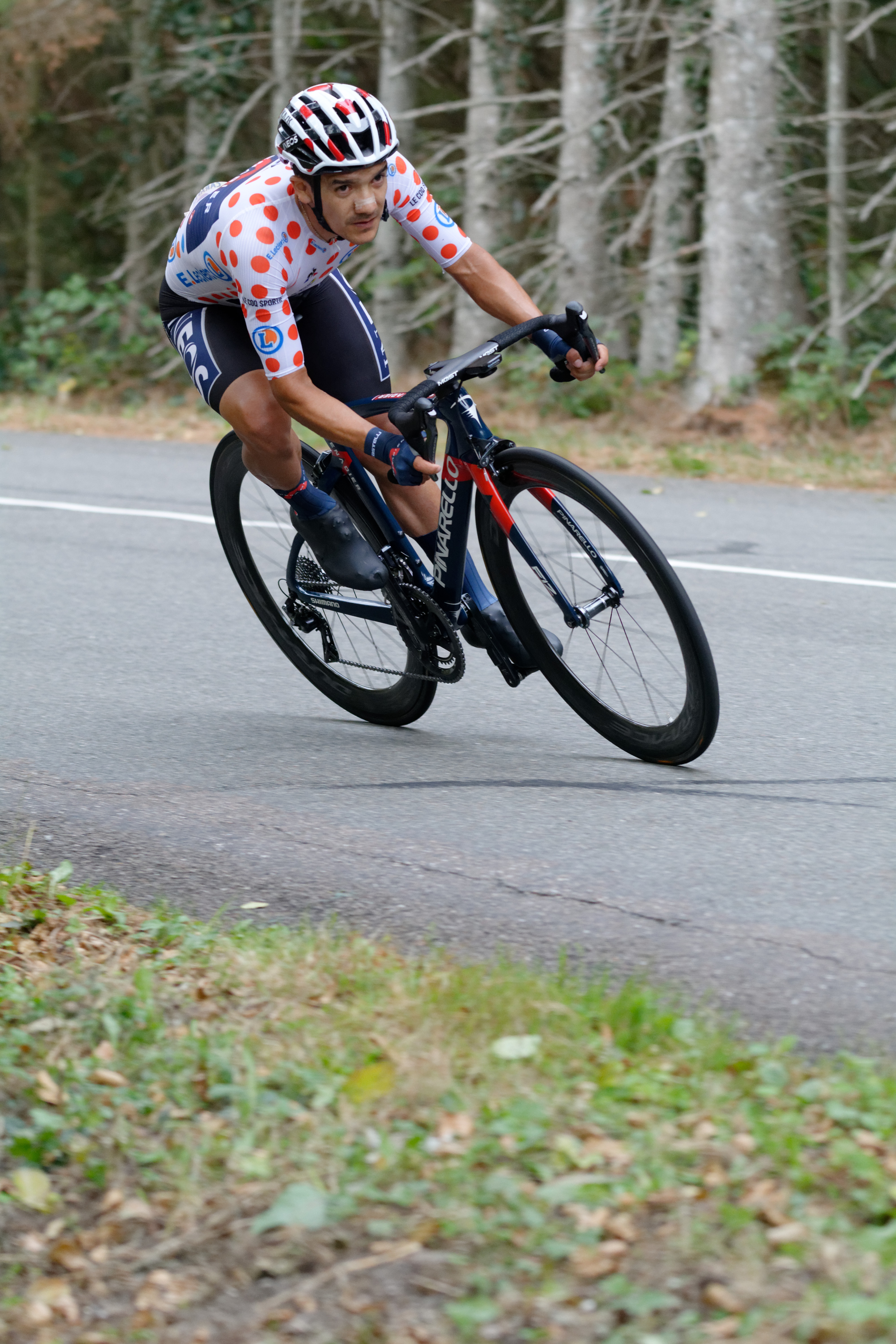
Carapaz avec le maillot à pois de meilleur grimpeur lors du Tour de France 2020.

#### Tour de France
4 participations
- 2020 : 13e
- 2021 : 3e
- 2023 : non-partant (2e étape)
- 2024 : 17e,  vainqueur du classement du meilleur grimpeur,  vainqueur du prix de la combativité, vainqueur de la 17e étape,  maillot jaune pendant 1 jour

#### Tour d'Italie
4 participations
- 2018 : 4e, vainqueur de la 8e étape
- 2019 :  Vainqueur du classement général, vainqueur des 4e et 14e étapes,  maillot rose pendant 8 jours
- 2022 : 2e,  maillot rose pendant 6 jours
- 2025 : 3e, vainqueur de la 11e étape

#### Tour d'Espagne
6 participations
- 2017 : 36e
- 2018 : 18e
- 2020 : 2e,  maillot rouge pendant 5 jours
- 2021 : abandon (14e étape)
- 2022 : 13e,  vainqueur du classement de la montagne, vainqueur des 12e, 14e et 20e étapes
- 2024 : 4e

### Classements mondiaux
| Année                                 | 2013  | 2014 | 2015 | 2016  | 2017 | 2018 | 2019 | 2020 | 2021 | 2022 | 2023 | 2024 |
| ------------------------------------- | ----- | ---- | ---- | ----- | ---- | ---- | ---- | ---- | ---- | ---- | ---- | ---- |
| UCI World Tour                        |       |      |      | nc    | 273e | 54e  |      |      |      |      |      |      |
| Classement mondial                    |       |      |      | 2099e | 171e | 56e  | 24e  | 11e  | 10e  | 21e  | 81e  | 20e  |
| UCI Europe Tour                       | 1034e | nc   | nc   | 1405e | 75e  | 149e |      |      |      |      |      |      |
| UCI America Tour                      | 16e   | nc   | 126e | nc    | nc   | 429e | 4e   | 1er  | 2e   | 3e   | 10e  | 3e   |
|                                       |       |      |      |       |      |      |      |      |      |      |      |      |
| Légende : nc = non classéSource : UCI |       |      |      |       |      |      |      |      |      |      |      |      |

## Distinctions individuelles
- Athlète équatorien de l'année : 2020[42].